# شريك بن حدير التغلبي
شريك بن جدير التغلبي، أحد أصحاب علي بن أبي طالب، وكان في صفه في معركة صفين سنة 37 هـ (657م)، وفقد فيها عينه.
عندما بلغه مقتل الحسين بن علي في معركة كربلاء سنة 61 هـ (680م)، انتظر فرصة للأخذ بثأره، فانضم إلى المختار الثقفي حين دعا للثأر من قتلة الحسين، فاشترك مع إبراهيم بن الأشتر النخعي (أحد قادة المختار)، وقاتلا عبيد الله بن زياد والي العراق في أرض الموصل، وقُتل شريك في الحرب بعد أن شهد مصرع ابن زياد.